# Augusteu

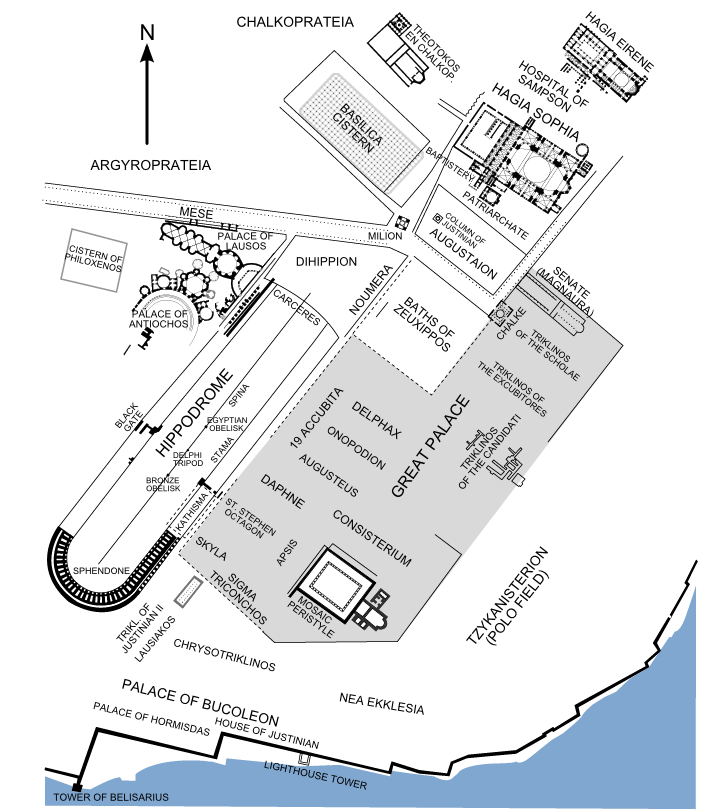
Planta do complexo dos palácios imperiais de Constantinopla

Augusteu (em grego: Αὐγουσταῖον; romaniz.: Augustaion; em latim: Augustaeum[a]) foi uma importante praça cerimonial na Constantinopla antiga e medieval, que corresponde aproximadamente à moderna "Praça de Santa Sofia" (em turco: Aya Sofya Meydanı), na extremidade nordeste da Praça Sultão Ahmet. Foi construída por Constantino, o Grande (r. 306–337) na porção oriental daquele tempo e batizada devido a uma coluna de pórfiro sobre a qual estava uma estátua da augusta Helena, sua mãe.
O Augusteu originalmente serviu como um mercado público. Por 459 passou por reformas sob o imperador bizantino Leão I, o Trácio (r. 457–474) e pela década de 530, no rescaldo da Revolta de Nica, foi totalmente remodelado pelo imperador Justiniano (r. 527–565) e transformar-se-ia num pátio fechado cercado por pórticos. Desde então o Augusteu era o espaço de ligação entre alguns dos edifícios mais importantes da capital bizantina, bem como serviu como pátio da Basílica de Santa Sofia. A praça sobreviveu até o final do período bizantino, embora em ruínas, e pelo século XVI quase nada havia restado.
Suas dimensões exatas são impossíveis de precisar devido as mudanças sofridas na região. De todo modo sabe-se mediante escavações na área que a praça era pavimentada com mármore. Era delimitada por todos os lados por importantes edifícios administrativos e religiosos de Constantinopla e fora ao longo do séculos adornada por conjuntos escultóricos representando os imperadores e seus familiares: para além da estátua de Helena, havia um conjunto de Constantino com seus filhos Constantino II (r. 337–340), Constante I (r. 337–350) e Constâncio II (r. 337–361) que seria posteriormente substituído por Teodósio, o Grande (r. 379–395) por uma estátua equestre de prata sobre uma coluna ladeada por estátuas de Arcádio (r. 395–408) e Honório (r. 395–423). Por 543, receberia a famosa Coluna de Justiniano.

## História

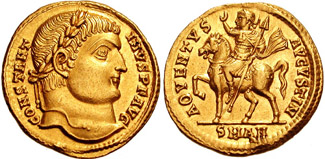
Soldo de r.

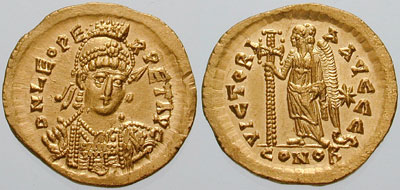
Soldo de r.

A praça se originou na antiga cidade de Bizâncio, antes de 330, data em que se converteu na capital imperial de Constantino,  o Grande (r. 306–337). Quando o imperador romano Septímio Severo (r. 193–211) reconstruiu a cidade, ele erigiu uma grande praça cercada por pórticos, daí o nome de Tetrastão ("quatro estoas"). No centro da praça havia uma coluna com uma estátua do deus Hélio. Na década de 320, Constantino adornou sua nova capital com muitos edifícios monumentais. Entre eles, novas estruturas em torno do Tetrastão, enquanto o Augusteu foi provavelmente esculpido na porção oriental daquele tempo e recebeu este nome devido a uma coluna de pórfiro sobre a qual estava uma estátua de sua mãe, a augusta Helena.
O Augusteu foi reconstruído em 459 sob o imperador bizantino Leão I, o Trácio (r. 457–474), e novamente na década de 530, após ser destruída na Revolta de Nica, pelo imperador Justiniano (r. 527-565). Em sua forma original, a praça foi aberta para o público e funcionou como um mercado de alimentos da cidade (ágora), mas, após a reconstrução de Justiniano, tornou-se um pátio fechado com acesso restrito. Escritores bizantinos a partir do século VII referem-se a ela explicitamente como uma quadra ou pátio de entrada (αὐλή, αὐλαία, προαύλιον) de Santa Sofia.
O Augusteu de Justiniano sobreviveu praticamente inalterado através dos séculos subsequentes. No final do século XIII, após a retomada da cidade do Império Latino, a praça e suas edificações adjacentes parecem ter sido propriedade de Santa Sofia. No início do século XV, contudo, o viajante italiano Cristóvão Buondelmonti registrou que a praça estava em ruínas, e já na época da viagem de Pedro Gílio, na década de 1540, restavam apenas os fragmentos de sete colunas.

## Localização e descrição

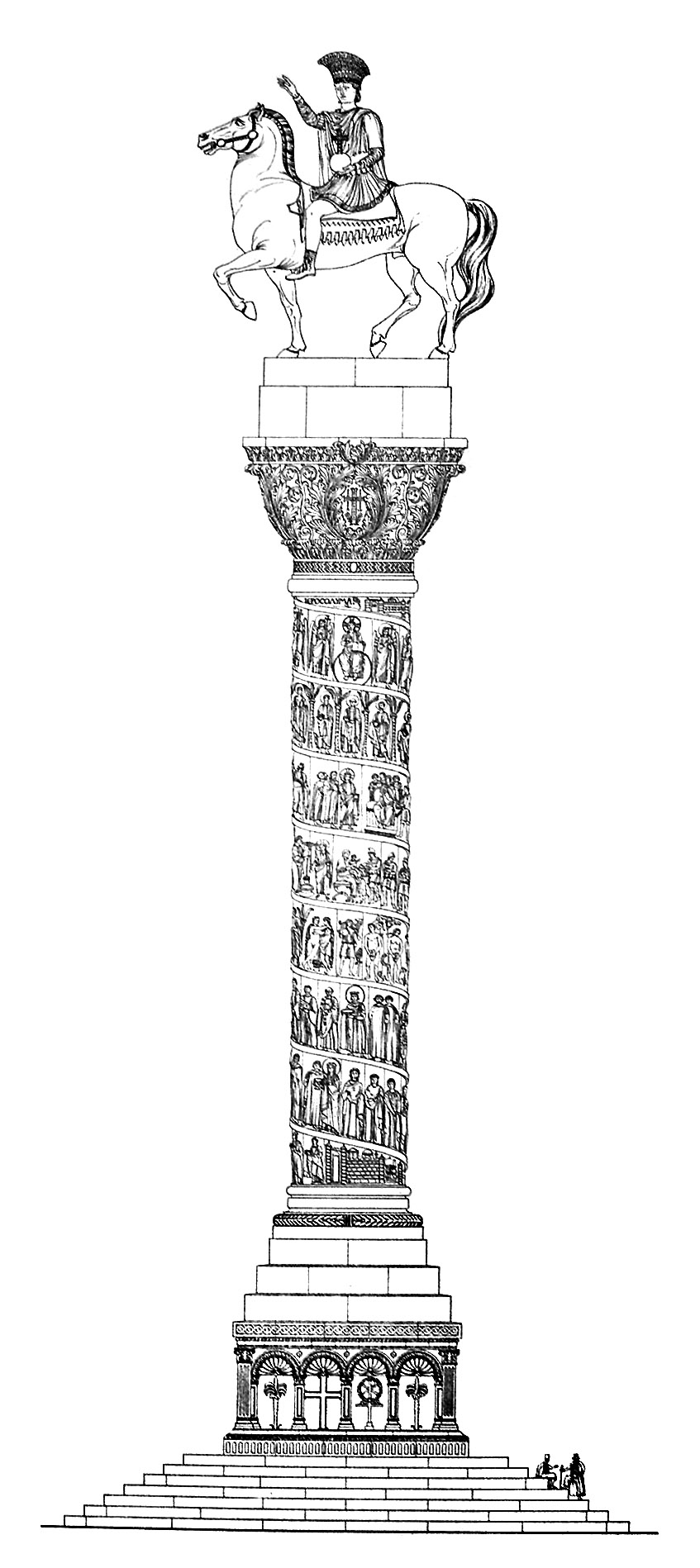
Reconstrução da Coluna de Justiniano, que dominou a praça no século VI. A representação de uma narrativa em friso helicoidal em torno da coluna, inspirada pela Coluna de Trajano, é errônea

O Augusteu localizava-se na parte oriental de Constantinopla, uma área que, nos períodos bizantino inicial e médio, era o centro administrativo, religioso e cerimonial da cidade. Ela consistia de um espaço retangular aberto, cercado por pórticos com colunatas (peristilo), provavelmente adicionadas pela primeira vez na reconstrução de 459 e restauradas por Justiniano. Suas dimensões exatas são impossíveis de determinar hoje em dia; Rodolphe Guilland sugere que tinha uma forma retangular de 85 metros de comprimento e entre 60 e 65 metros de largura.
Cercado por todos os lados, se entrava no Augusteu pelos lados ocidental e sul através do Melete e dos Portões Pinsos respectivamente, a partir da Mese, a principal via da cidade. Diretamente fora da praça estava o Milião, o marcador de milhas a partir do qual todas as distâncias do império eram medidas. O Augusteu era delimitado a norte pela Basílica de Santa Sofia e o Patriarqueu (em grego: Πατριαρχείον; romaniz.: Patriarcheion), o palácio do patriarca constantinopolitano, a leste por duas casas do senado local, construídas por Constantino ou Juliano, o Apóstata (r. 360–363) e reconstruídas por Justiniano com um pórtico de seis grandes colunas à frente.
Próximo do senado, no canto sudoeste, estava o monumental Portão Calce, a entrada para os arredores do palácio imperial, para o sudoeste as grandes Termas de Zeuxipo e no extremo norte o hipódromo. No século VII, provavelmente sob o patriarca Tomás I (r. 607–610), uma grande basílica de três naves chamada de Tomaites (em grego: Θωμαΐτης) foi erigida no lado sudeste da praça. Era uma sala de recepção associada com a residência patriarcal, contendo também a biblioteca do patriarcado, e sobreviveu até o século XVI.
A praça foi pavimentada com mármore, como descoberto nas escavações, e contava com uma série de estátuas, além da já mencionada estátua da Augusta Helena. O Parastaseis syntomoi chroNicai, dos séculos VIII-IX, registra uma estátua de Constantino de pé sobre uma coluna e rodeada de estátuas de seus três filhos, Constantino II (r. 337–340), Constante I (r. 337–350) e Constâncio II (r. 337–361), às quais foram posteriormente adicionadas as estátuas de Licínio (r. 308–324) e de Juliano. No reinado de Teodósio, o Grande (r. 379–395), o conjunto foi substituído por uma estátua equestre de prata do imperador sobre uma coluna, e novamente ladeada ao nível do solo por estátuas de seus filhos, Arcádio (r. 395–408) e Honório (r. 395–423).
Uma estátua de bronze de Élia Eudóxia (r. 395–404) em uma coluna também estava na praça. O barulho e os rituais pagãos que acompanharam a inauguração da estátua foram criticados pelo patriarca João Crisóstomo, provocando a ira da imperatriz e sua subsequente deposição e exílio. A base da estátua foi descoberta em 1848 e está agora localizada no jardim de Santa Sofia. Após a reconstrução de Justiniano, a principal característica da praça foi uma alta coluna erigida em 543 no extremo leste para comemorar suas vitórias. No topo havia uma estátua equestre do próprio Justiniano e fez uso de partes da estátua de Teodósio. Ela era complementada por um grupo de três reis bárbaros ajoelhados diante do imperador oferecendo-lhe tributo. Sobreviveu até o século XVI, quando foi demolida pelos otomanos.